# Валконасо (Пјаченца)
Валконасо је насеље у Италији у округу Пјаченца, региону Емилија-Ромања.
Према процени из 2011. у насељу је живело 368 становника. Насеље се налази на надморској висини од 78 м.